# 高知ニュードライバー学院
株式会社高知ニュードライバー学院（こうちにゅーどらいばーがくいん）は、高知県吾川郡いの町に本社を置く企業。高知県内にある2校の高知県公安委員会指定自動車教習所を運営し、グループ全体で3校運営している。

## 概要
- 教習所の略称は「ニュードラ」
- 教習車の車体デザインはグループ3校で共通のものが採用されている。
- 危険予測に用いる4輪ドライビングシミュレーターは日立ケーイーシステムズ製、2輪シミュレーターはホンダ製。

## グループ企業・事業所
- 株式会社高知ニュードライバー学院
  - 高知ニュードライバー学院
  - 四万十自動車学校（2011年株式会社四万十自動車学校を合併[1]）
- 株式会社須崎自動車学校
  - 須崎自動車学校

## 高知ニュードライバー学院

### 所在地
高知県吾川郡いの町枝川282番地

### 取得免許
- 普通自動車 （AT・MT）第一種 第二種
- 大型自動車 （AT・MT）第一種 第二種
- 中型自動車 第一種
- 準中型自動車
- 大型特殊自動車
- 大型自動二輪車（AT・MT）
- 普通自動二輪車（AT・MT・小型限定）
- けん引[2]

### 教習車両
- 普通自動車 - 日産・ティーダラティオ
- 大型自動車 第一種 - 三菱ふそう・スーパーグレート
- 大型自動車 第二種 - いすゞ・キュービックLV
- 中型自動車 第一種・けん引 - 三菱ふそう・ファイター
- 大型特殊自動車 - TCM L13-3
- 普通自動二輪車（MT） - ホンダ・CB400スーパーフォア
- 普通自動二輪車（AT）- スズキ・スカイウェイブ650 ホンダ・シルバーウイング400

### 周辺
- 高知県運転免許センター
- とさでん交通伊野線・枝川停留場
- 国道33号
- 「枝川」バス停留所
- 四国旅客鉄道（JR四国）土讃線・枝川駅

## 四万十自動車学校

### 所在地
高知県四万十市具同5927-1

### 取得できる免許
- 普通一種（MT/AT）、中型一種、普通二輪（MT/AT）、小型限定普通二輪（MT/AT）[2]

## 須崎自動車学校

### 所在地
高知県須崎市多ノ郷甲4481

### 取得できる免許
- 普通一種（MT/AT）、中型一種、普通二輪（MT/AT）、小型限定普通二輪（MT/AT）[2]